# Friedrich Schöll
Gottlieb Friedrich Immanuel Schöll (* 12. Dezember 1874 in Blaubeuren; † 10. Februar 1967 in Bad Wildbad) war Anhänger der Lebensreform und der völkischen Bewegung sowie Mitglied der Deutschen Glaubensbewegung und der NSDAP.

## Leben
Schöll entstammte einem altpietistischen Elternhaus. Er war erstes Kind des Aufsehers Jakob Schöll und der Hausfrau Johanna Schöll und hatte eine zwei Jahre jüngere Schwester. Aus wirtschaftlichen Gründen konnte er nicht, wie es seine sich Eltern für ihn wünschten, Pfarrer werden, sondern entschied sich für den Lehrerberuf. 1889 trat er in das evangelische Lehrerseminar in Nürtingen. 1893 trat Schöll seine erste Stelle in Weilersteußlingen an, ließ sich aber schon 1895/96 für eine besser bezahlte Hauslehrertätigkeit beurlauben. 1896 war er an der Volksschule in Obertürkheim tätig und bereitete sich parallel auf die Reallehrer-Prüfung vor, die er Anfang 1899 bestand. Ab 1900 wurde er im Schuldienst in Esslingen am Neckar eingesetzt. 
1903 erlitt er einen körperlichen und seelischen Zusammenbruch unter der selbst auferlegten Arbeitsbelastung, wollte er doch die gymnasiale Reifeprüfung ablegen, um auch in den höheren Klassen eines Realgymnasiums unterrichten zu dürfen. Durch die Behandlung des Ulmer Naturarztes Alfred Pfleiderer wurde Schöll zum überzeugten Anhänger der Lebensreform. 1904 wurde Schöll Hauptlehrer an der Realschule Schwenningen und heiratete 1905 die Oberlehrertochter Maria Klein aus Stuttgart. 
Seine Begegnungen mit Christoph Schrempf, Moritz von Egidy, Pfarrer Gottfried Schwarz und Hugo Wegener begeisterten ihn zur Jahrhundertwende für freireligiöse Ideen. „Die folgenden 25 Jahre galten neben pädagogischen Arbeiten (deutsche Sprachlehre) mehr dem Kampf gegen den Alkoholismus, der Lebensreform (erste Versuche mit Vollkornbrot, Kurse für alkoholfreie Säfte, Vegetarismus) und der völkischen und sozialen Arbeit.“ 
1921 gründete er die Siedlung Vogelhof (mit Landwirtschaft, Gärtnerei, Obstbau) und 1926 die Hellaufschule. In diesen sollten die drei Grundziele religiöse Erziehung, Lebensreform und völkischer Sozialismus verwirklicht werden. Dabei spielten die Ideen Paul de Lagardes und des Pastors Karl Strünckmann eine große Rolle, es ging um eine „arisch-christliche Lebensgemeinschaft“. Bereits 1923 ging es auch um den Bau einer Windkraftanlage. Probleme traten u. a. wegen der Mehrehe auf, die Hans Reichart propagierte.
Schöll pflegte enge Beziehungen zu Wilhelm Hauer und dessen Deutscher Glaubensbewegung und war seit 1940 mit dem freiprotestantischen Pfarrer Rudolf Walbaum in Kontakt. Schöll war ein Vertreter des Pantheismus. 
1947 trat Schöll der Religionsgemeinschaft Freier Protestanten bei, in deren unitarisch geprägten Ideen er seine schon auf dem Vogelhof gelebten Glaubensvorstellungen wiederzuerkennen meinte. Seine Idee von der Wesensidentität des Göttlichen und Menschlichen („Ich bin Gott“) fand aber nur eingeschränkte Zustimmung innerhalb der Gemeinschaft.
Schöll gründete die Landesgemeinde Baden-Württemberg der 1950 in Deutsche Unitarier Religionsgemeinschaft umbenannten freiprotestantischen Gemeinschaft. In den zwei Jahren als erster Leiter des 1955 neugeschaffenen „Geistigen Rates“ der Deutschen Unitarier Religionsgemeinschaft prägte er die 1957 erstmals erarbeiteten „Leitgedanken“. Doch die wachsenden Tendenzen innerhalb der Religionsgemeinschaft, „die das Religiöse weniger betonten als das Weltanschauliche“, bedrückten ihn sehr. 1960 schied er aus allen seinen Ämtern aus, „da die religiös-philosophischen Differenzen nicht zu überwinden waren“.

## Werke
- Ziele und Aufgaben des Deutschen Vereins für Volksernährung. Mimir, Stuttgart 1917.
- Das wahre Christentum als deutscher Volksglaube: 80 Sätze wider den Unglauben der „Christen“ als Weckruf an das ganze Volk. Siegfriedverlag, Stuttgart 1921.
- Vom Lebensglauben als dem Wesen eines deutschen Christentums. Siegfried-Verlag, Stuttgart 1925.
- Der Aufbau des Schulwesens im völkischen Staat. Siegfried-Verlag, Stuttgart 1928.
- Deutsche Lebensanschauung und Lebensgestaltung – aus der Wirklichkeit des Vogelhofs gesehen. Siegfriedverlag Dr. Schöll, Vogelhof 1931.
- Nordische Lebensbejahung oder christliche Erlösungsglaube. Röth, Eisenach 1935.
- Landerziehungsheim und Schulsiedlung im Dritten Reich: Die endl. Verwirklichung der Forderungen von Fichte und Lagarde. Röth, Eisenach 1936.
- Erziehung und Siedlung: Bericht über d. zehnjährige Bestehen d. Schulsiedlg Vogelhof. Röth, Eisenach 1936.
- Heimkehr Gottes in seine Wirklichkeit. 1952.
- Schillers Religion und die religiöse Zukunft unseres deutschen Volkes. Deutsche Unitarier Landesgemeinde, Hamburg 1954.
- Gedanken zum unitarischen Weltbild: Zugleich eine philosophische und religiöse Schau der All-Einheit. Dt. Unitarier-Religionsgemeinschaft, Kassel 1955.
- Eine neue Deutung des Johannes-Evangeliums: Vom Sinn des Menschseins. Balzer, Stuttgart 1964.
- Gott-Natur in Mythos und Märchen. Selbstverlag Friedrich Schöll, Wildbad 1969.